# David Walker
David Mathieson Walker (Columbus, 20 de maio de 1944 – Houston, 23 de abril de 2001) foi um astronauta norte-americano.
Formado na Academia Naval dos Estados Unidos, em Annapolis, foi qualificado como aviador naval em dezembro de 1967 e, como piloto de McDonnell Douglas F-4 Phantom II, ficou baseado até 1970 nos porta-aviões USS Enterprise e USS America. Em 1971, Walker cursou a prestigiosa Escola de Pilotos de Teste da Força Aérea dos Estados Unidos, na Base Aérea de Edwards, na Califórnia, e tornou-se piloto de testes na Escola de Piloto de Teste Naval dos Estados Unidos, em Maryland, onde testou modernizações nos caças Phantom II e Grumman F-14 Tomcat. Em 1975, novamente embarcado em porta-aviões, cumpriu funções de patrulha no Mar Mediterrâneo. Com um total de 7500 horas de voo, mais de 6500 delas em jatos de combate, ele foi selecionado para o curso de astronautas da NASA em janeiro de 1978, para a formação das tripulações do novo programa do ônibus espacial, sendo qualificado em agosto de 1979.

## NASA
Depois de exercer funções em terra, incluindo a chefia das equipes de apoio às missões STS-5 e STS-6, ele foi ao espaço pela primeira vez em novembro de 1984, como piloto da Discovery STS-51-A, a primeira missão de recuperação de satélites defeituosos em órbita. Em maio de 1989, comandou a Atlantis STS-30 na missão que colocou em órbita a sonda espacial Magalhães, com destino à exploração da superfície de Vênus.
Pouco depois deste voo, quando dirigia-se à Washington D.C. para as cerimônias de homenagem à tripulação da STS-30, pilotando um jato T-38 da NASA, Walker quase teve um acidente aéreo, ao cruzar com um jato comercial da Pan-Am a apenas 30 m de distância. A quase tragédia, que levou a investigações da agência espacial e dado parcialmente como falha do controle do tráfego aéreo, obrigou-o a permanecer em terra durante os procedimentos investigativos, custando-lhe o comando da STS-44, que foi ao espaço em novembro de 1991.
Sua terceira missão foi no comando da Discovery STS-53 em dezembro de 1992, uma missão com carga secreta do Departamento de Defesa dos Estados Unidos, encerrando seu total de quatro viagens espaciais na STS-69 Endeavour, em setembro de 1995, acumulando um total de mais de 30 dias em órbita.

## Pós-NASA
Walker deixou a agência e a Marinha em abril de 1996, para trabalhar na iniciativa privada como vice-presidente de uma empresa de comunicações em San Diego, seguido de outras funções de direção em empresas ligadas à indústria aeroespacial. Em 1998 atuou como consultor técnico do filme Impacto Profundo.
Diagnosticado com câncer no fim da década, Walker morreu em Houston em abril de 2001, depois de breve internação no hospital da Universidade do Texas, aos 56 anos.